# تيريزا سالغيرو
تيريزا سالغيرو (بالبرتغالية: Teresa Salgueiro‏) (و. 1969 – م) هي مغنية من البرتغال. ولدت في لشبونة.

## وصلات خارجية
- تيريزا سالغيرو على موقع IMDb (الإنجليزية)
- تيريزا سالغيرو على موقع ميوزك برينز (الإنجليزية)
- تيريزا سالغيرو على موقع أول موفي (الإنجليزية)
- تيريزا سالغيرو على موقع قاعدة بيانات الأفلام السويدية (السويدية)
- تيريزا سالغيرو على موقع أول ميوزيك (الإنجليزية)
- تيريزا سالغيرو على موقع ديسكوغز (الإنجليزية)
- تيريزا سالغيرو على موقع قاعدة بيانات الفيلم (الإنجليزية)
- تيريزا سالغيرو على موقع كينوبويسك (الروسية)

تيريزا سالغيرو في قاعدة بيانات الأفلام على الإنترنت